# Massacre Records
Massacre Records ist ein deutsches Musiklabel mit Hauptsitz in Untergruppenbach.

## Geschichte
Das Label wurde 1991 von Torsten Hartmann in Abstatt gegründet. Der Schwerpunkt liegt bei Bands der härteren Spielarten des Metal. An Massacre angeschlossen ist der Vertrieb und Musikgroßhandel Metal Merchant, das Sublabel Blue Rose für das Singer-Songwriter- bzw. Americana-Genre sowie der Musikverlag Sylvian Music. 2012 wurde mit Collectors Dream Records ein drittes Label ins Leben gerufen, das sich der Wiederveröffentlichung von Aufnahmen bekannter Künstler widmet. Zudem vertreibt Massacre Records Alben des Labels MCM.
Von 1995 bis 2000 betrieb Massacre mit Swanlake Records ein Sublabel für Gothic Metal und Folk Metal. Die bekanntesten auf Swanlake veröffentlichenden Künstler waren Skyclad, Atrocity, Theatre of Tragedy und Liv Kristine.
2017 übernahm die Vertriebsfirma Soulfood die beiden Label.

## Bands (Auswahl)
- Agathodaimon
- Arven
- Atargatis
- Axenstar
- Axxis
- Burden of Grief
- Catamenia
- Circle of Silence
- Coronatus
- Crematory
- Dark Millennium
- Deep Sun
- Disbelief
- Doomshine
- Edenbridge
- Eisblut
- Eisregen
- Graveworm
- Heathen Foray
- Human Fortress
- I Spit Ashes
- Das Ich
- Illdisposed
- In Slumber
- Iron Fate
- Legion of the Damned
- Liv Kristine
- Macbeth
- Metalium
- Messiah’s Kiss
- Mystic Prophecy
- Narnia
- Nachtgeschrei
- Re-Armed
- Requiem
- Schwarzer Engel
- Seventh Avenue
- Sacred Steel
- Saviour Machine
- Six Reasons to Kill
- The Prophecy 23
- The Order
- Timeless Miracle
- Totenmond
- Transilvanian Beat Club
- Twyster
- Unshine
- Virgin Black
- Wolfchant

## Veröffentlichungen (Auswahl)
- Mass Cd 001: Baphomet · No Answers
- Mass Cd 002: Viper · Theatre of Fate
- Mass Cd 003: Fallen Angel · Faith Fails
- Mass Cd 010: Dark Millennium · Ashore of the Celestial Burden
- Mass Cd 011: Ritual · Trials of Torment
- Mass Cd 014: Colour Trip · Colour Trip
- Mass Cd 015: Viper · Vipera Sapiens
- Mass Cd 016: Crematory · Transmigration
- Mass Cd 018: Psychosis · Squirm
- Mass Cd 022: Dark Millennium · Diana Read Peace
- Mass Cd 027: Baphomet · Trust
- Mass Cd 031: Crematory · ...Just Dreaming
- Mass Cd 033: Atrocity · Blut
- Mass Cd 034: The Spudmonsters · Stop the Madness/Ace of Spades
- Mass Cd 035: Forte · Division
- Mass Cd 036: Wargasm · Fireball
- Mass Cd 037: Fates Warning · Inside Out
- Mass Cd 038: Naked Rhythm · Fatbox
- Mass Cd 039: Atrocity · Blut (Digipack)
- Mass Cd 043: Inferno · Psychic Distance
- Mass Cd 044: Silent Death · Stone Cold
- Mass Cd 045: Cherub · Sarcart
- Mass Cd 047: Pretty Maids · Scream
- Mass Cd 048: Seelenwinter · Seelenwinter
- Mass Cd 049: Fleshold · Pathetic
- Mass Cd 055: Afflicted · Dawn of Glory
- Mass Cd 056: Altar · Youth Against Christ
- Mass Cd 057: Hybernoid · The Last Day Begins
- Mass Cd 058: Scanner · Mental Reservation
- Mass Cd 059: Etherial Winds · Find the Way...Together
- Mass Cd 060: Step Child · The Prayer
- Mass Cd 062: King Diamond · The Spider’s Lullabye
- Mass Cd 063: Theatre of Tragedy · Theatre of Tragedy
- Mass Cd 064: Dead Orchestra · Sounds Like Time Tastes
- Mass Cd 065: Threnody · Bewildering Thoughts
- Mass Cd 066: Ethoriah · The Loudest Truth
- Mass Cd 067: Pretty Maids · Walk Away
- Mass Cd 068: Exocet · Confusion
- Mass Cd 069: Atrocity · Die Liebe
- Mass Cd 072: Malleficium · This Illusion of Humanity
- Mass Cd 073: Full Circle · Negative
- Mass Cd 074: Veni Domine · Material Sanctuary
- Mass Cd 076: Chastain · Sick Society
- Mass Cd 078: Psychosis · Complex
- Mass Cd 079: Psÿco Drama · The Illusion
- Mass Cd 080: Crematory · Illusions
- Mass Cd 081: Pretty Maids · Screamin’ Live
- Mass Cd 083: Crematory · Transmigration / Illusions
- Mass Cd 085: Soul Cages · Moments
- Mass Cd 093: Saviour Machine · Savior Machine Ii